# Eclipsa de Lună din 21 ianuarie 2019
Eclipsa de Lună din 21 ianuarie 2019 este prima eclipsă de Lună din anul 2019. Este și ultima eclipsă totală dintr-o serie de trei care au loc la un interval de circa șase luni.
De la eclipsă au trecut 6 ani, 41 zile.

## Seria Saros
Face parte din seria Saros numărul 134.

## Aparență
Eclipsa s-a produs în Constelația Racul, la vest de roiul deschis Praesepe.

## Vizibilitate
Această eclipsă a fost vizibilă din nord-vestul Africii, Europa și din cele două Americi.
| Terra văzută de pe Lună în timpul maximului eclipsei. | Harta mondială a vizibilității eclipsei. |

## Impact meteoric pe Lună
La 21 ianuarie 2019, la 04h41m43s UTC, un impact cosmic s-a produs la suprafața Lunii. Impactul a fost reperat printr-un flash luminos pe care acesta l-a provocat. Acest eveniment a avut loc la începutul fazei de totalitate a eclipsei.